# 나미비아 대학교
나미비아 대학교(영어: University of Namibia; UNAM)는 나미비아에서 가장 큰 대학교일 뿐만 아니라 나미비아에 있는 공립 연구 대학이다. 그것은 1992년 8월 31일 의회의 법령에 의해 설립되었다.

## 공학 및 정보 기술 학부
공학 및 정보 기술 학부는 2000년부터 이학부 산하에 있던 공학 및 기술 학부가 해체된 후 2008년 1월 1일에 설립되었다. 나미비아의 초대 대통령이자 당시 총장이었던 샘 누조마는 2007년 11월 17일 옹웨디바에서 기공식을 진행했다. 그 의식은 옹웨디바 마을 의회에 의해 UNAM에 기부된 13헥타르의 땅에서 열렸다.
2008년 1월, 국가 계획 위원회는 옹웨디바에 새로운 공학 및 정보 기술 학부(FOET)의 1단계 건설을 위한 자금 지원을 승인했다. 2008년 4월 강의실, 직원 사무실, 실험실, IT 시설, 학생 숙소, 직원 주택 및 기타 지원 시설에 중점을 두고 건설 작업이 시작되었다. 이 시설들의 완료(1A 단계)는 첫 번째 학생들이 FOET에 입학할 수 있도록 했다.

## 사건
2011년에 UNAM의 강사들이 학생들의 성적 특혜와 점수를 교환하고 완료된 과제를 돈과 교환하고 있다는 보고서가 나타났다. 이것이 심각한 학업 저하를 초래했다고 주장되었다. 이후 나미비아 정부와 UNAM 경영진에게 이러한 불법 관행을 조사하고 퇴치하는 것이 우선 순위가 되었다.